# San Clemente (Emilia-Romagna)
San Clemente ist eine italienische Gemeinde (comune) mit 5795 Einwohnern (Stand 31. Dezember 2023) in der Provinz Rimini in der Emilia-Romagna. Die Gemeinde liegt etwa 15 Kilometer südöstlich von Rimini.

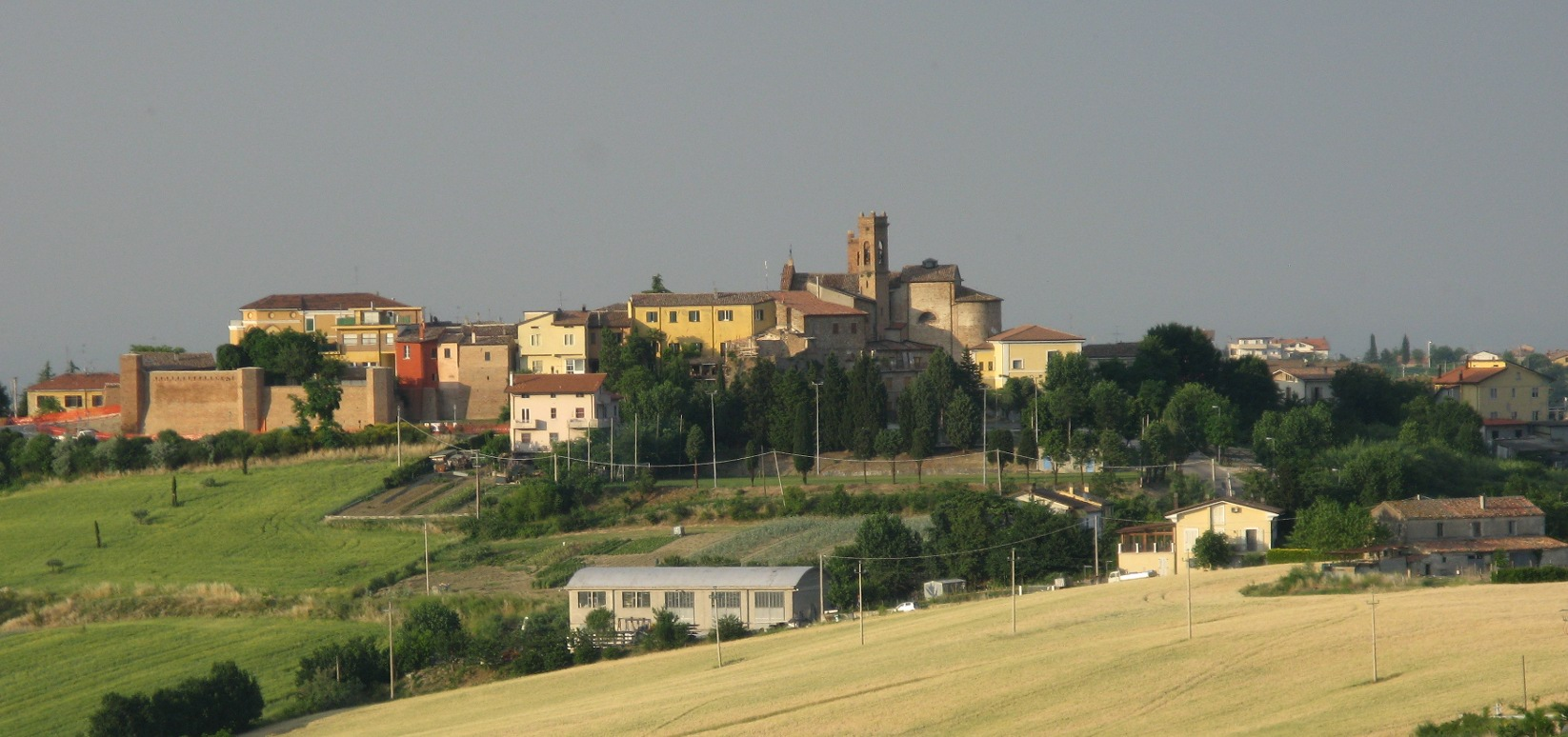
Panorama von San Clemente

## Geschichte
Der Ort wird erstmals 962 in einer Schenkungsurkunde Ottos I. an den Grafen von Carpegna erwähnt. Schließlich wird die Familie Malatesta Herr über die Gegend.
Bis 1992 gehörte die Gemeinde zur Provinz Forlì.

## Wirtschaft
Die Gemeinde lebt überwiegend vom Anbau des Sangiovese und gehört zum Verbund Città del Vino.

## Söhne und Töchter der Gemeinde
- Oreste Benzi (1925–2007), Priester